# 竹内電気
竹内電気（たけうちでんき）は、男性5人によって構成される日本のポップバンド。
愛知県にて結成。2013年5月9日解散。

## 概要・来歴
愛知県三河地方の高等学校にて、幼なじみ同士により結成される。2005年には本格的なライブ活動を開始。
バンド名はリーダーの竹内サティフォの実家が営む会社の屋号「竹内電気工業」に由来する。
当初斉藤はドラムを担当していたが、下手すぎるためクビになり、苅谷が加入した。斉藤は何らかの形で竹内電気に関わりたいとのことでダンサーとしてバンドに属していた経験がある。
2006年10月からは日本マクドナルドのラジオCMを書き下ろし、全国のJFL系FM局で長きにわたり放送。11月22日には東海地区のタワーレコード9店舗限定でのシングルリリースを実現。2007年2月7日にはcolla discにより1stアルバムを発売。2008年3月5日にはBabeStarよりフルアルバム『OK!!』がリリースされた。
2013年5月9日、10日に東京・新代田FEVERで開催するライブ「竹内電気SUPER LIVE!!～魅惑の2days～」を以て解散。
解散後は、竹内、斉藤により音楽ユニット「ONIGAWARA」が結成され、アイドルでもバンドでもなく「SUPER J-POP UNIT」として活躍している。
2019年11月に、脱退した斉藤、山下を含む5人のメンバーで「竹内電気スーパー同窓会ツアー」が開催された。

## メンバー
- 竹内サティフォ（たけうち サティフォ、本名：竹内聡（たけうち さとし）、1985年3月24日 - ）
  - ギター担当。リーダー。愛知県生まれ、高浜市育ち。
    - 好きなミュージシャン：L'Arc〜en〜Ciel、LUNA SEA、BOØWY
    - 愛知県の「竹内電気工業」の次男。
- 加藤広基（かとう こうき、1985年1月24日 - ）
  - ベース担当。西尾市吉良町出身。
    - 好きなミュージシャン：YUI、ZAZEN BOYS、ウィーザー、Berryz工房
    - 以前、ライブでは毎回ネコのTシャツを着ていた。ちなみに水色、ピンク、白、黒の4パターン。今は竹内電気グッズのTシャツを使用。
    - 現在の趣味は、くつ、釣り。
- 苅谷達也（かりや たつや、1986年1月27日 - ）
  - ドラムス担当。碧南市出身。
    - 他メンバーとは一つ学年が下。
    - 好きなミュージシャン：スティング、ソウライヴ
    - 竹内電気の中では一番のしっかり者。趣味は、野球とF1。
    - 現在は、「ユニバース」代表責任者。音楽教室の運営等行っている。他、アーティストサポート、セッションライブなど音楽の場を求め、精力的に活動を続けている。ユニバースHPによると、現在、Drum Set は CANOPUS、Cymbals は Zildjian とエンドース契約している。
- 斉藤伸也（さいとう しんや、1984年12月28日 - ）
  - ギター、ボーカル担当。北海道釧路市出身。
    - 好きなアーティスト：SMAP、久保田利伸、たま
    - 2011年、ライブツアー「竹内電気WINTER TOUR2011～さよならロング?ヘアー～」で2月26日に名古屋CLUB QUATTROのライブを以て、脱退[3]。
- 山下桂史（やました けいし、1984年7月25日 - ）
  - ボーカル、シンセサイザー担当。高浜市出身。
    - 好きなミュージシャン：UNICORN、光GENJI
    - 酔うと脱ぐ。
    - 2013年3月23, 24日開催予定のライブリハーサルに現れなかったため、「山下桂史が歌唱するには困難な状況である」というアナウンスによりライブはキャンセル。また当日に『バンドを続けていく意思がない』という本人からの申し出により正式に脱退したことが、3月29日オフィシャルサイトで発表された。
    - 脱退以前から作曲活動の放棄、その他規律が守れないなどの行為があり、その都度協議を重ねていたものの改善が見られなかった事なども併せて説明された。

## ディスコグラフィー

### 配信限定シングル
- nice to meet you / RxIxSx（2008年2月6日）

1. nice to meet you
2. RxIxSx

- summer time (early summer version)（2008年2月6日）

1. summer time (early summer version)

### DVD
- knock!knock!! / do not disturb
  - CDの初回限定盤についているDVD。詳細は上の「knock!knock!! / do not disturb」の欄を参照
- 080426@Nagoya CLUB QUATTRO Special DVD!
  - 名古屋市内のタワーレコードでOK!!を購入者、OK!!ツアーファイナル参加者限定特典

- 僕は24時間電気屋さんに行く
  - 名古屋市内のタワーレコードで僕は24時間電気屋さんに行く購入者、僕は24時間電気屋さんに行くツアーファイナル参加者限定DVD

### Blu-ray
- 竹内電気スーパー同窓会ツアー 2019.11.17名古屋ElectricLadyLand

## ミュージック・ビデオ
| 監督       | 曲名                                                           |
| 壱         | 「FUN!FUN!!ファンファーレ!!!」                                 |
| 伊藤新     | 「boys be」「speed king」                                      |
| 大橋弘典   | 「Baby, I love you」「knock!knock!!」「milk tea」「sexy sexy」 |
| コマド兄弟 | 「Hello Mr.Regret」                                            |
| 杉本陽平   | 「nice to meet you」                                           |
| 須藤カンジ | 「YOU＆I」                                                     |
| 田中拓     | 「冬のファンタジー」                                           |
| 中川竜雄   | 「do not disturb」                                             |
| 森義仁     | 「bye,my side」                                                |

## タイアップ一覧
| 起用年 | 曲名             | タイアップ                                                         |
| ------ | ---------------- | ------------------------------------------------------------------ |
| 2007年 | over             | NHK-FM『ミュージック・スクエア』2007年2月・3月度オープニングテーマ |
| 2008年 | Baby,I love you. | MBS『MUSIC EDGE + Osaka Style』オープニングテーマ                  |
| 2008年 | milk tea         | NHK-FM『ミュージック・スクエア』2008年8月・9月度オープニングテーマ |
| 2009年 | boys be          | TBS系『COUNT DOWN TV』2009年3月度エンディングテーマ                |
| 2010年 | Jubilee          | リクルート「カーセンサー」CMソング                                 |

### 楽曲以外のCM起用
- 日本マクドナルド ラジオCMソング（JFL系、2006年9月 - 2007年3月）

## 主なライブ

### ワンマンライブ・主催イベント
- 2009年11月06日-17日（3公演） - 『YOU&I』release 2man tour『WE&???』
w/ザ50回転ズ
- 2009年12月24日 - 竹内電気presents『御奉仕』～第一回『聖夜のSUPER LIVE』～
- 2010年2月23日-04月18日（22公演） - 竹内電気『PLAY』Release Tour2010～SHOW-GEKI!!～
  - w/鶴/UNISON SQUARE GARDEN/a flood of circle/cinema staff/ウラニーノ/SISTER JET/FoZZtone
- 2010年10月01日-11日（3公演） - FoZZtone×竹内電気 ～electro magnetic TOUR～
- 2010年12月24日 - 竹内電気presents『御奉仕』～第三回「竹電、ふたたびイブに…」～今年もやります・・・聖夜に「御奉仕」・・・。
- 2011年02月13日-26日（3公演） - 竹内電気WINTER TOUR 2011～さよならロング・ヘアー～
- 2013年05月09日,10日（2公演） - 竹内電気SUPER LIVE!!～魅惑の2days～

### 出演イベント
- 2009年07月25日 - SETSTOCK'09
- 2009年07月31日 - ROCK IN JAPAN FESTIVAL 2009
- 2009年09月09日 - 「ベリテンライブ」HEAVEN'S ROCK Utsunomiya VJ-2
- 2009年10月10日 - MEGA★ROCKS 2009
- 2009年12月（3公演） - sleepy.ab「paratroop tour」
- 2009年12月31日 - COUNTDOWN JAPAN 09/10
- 2010年03月20日 - MUSIC CUBE 10
- 2010年05月02日 - COMIN'KOBE'10
- 2010年07月06日 - Rooftop 34 years Historic wheel a track　"ROOFTOP PROOF #4"『グルーヴ魂』
- 2010年07月18日 - cutman-booche 東名阪 boosoul 2010-SUMMER!
- 2010年08月08日 - ROCK IN JAPAN FESTIVAL 2010
- 2010年10月15日,16日,17日 - rega「Lyrics Release Tour 2010-2011」
- 2010年09月05日 - ベリテンライブ2010
- 2010年11月12日 - Panasonic Beauty presents MINAMI WHEEL 2010 EXTRA-MIDNIGHT EDITION-
- 2010年12月04日 - 新宿BLAZE こけら落としスペシャル～第二弾「音エモン presents LIVEBURGER TOKYO」
- 2011年03月04日 - ロックの学園 presents SCHOOL ESCAPE！(竹内サティフォのみ)
- 2011年03月20日 - MUSIC CUBE 11
- 2011年05月28日 - Rock on the Rock'11
- 2011年06月16日 - 秀吉 presents「むだいの音楽会」
- 2011年09月09日,19日 - serial TV drama 今夜はココがパワースポット！ツアー 2011
- 2011年11月13日,14日 - Prague 1st TOUR「鳴らせ時の鐘」
- 2011年11月02日 - Applicat Spectra presents「ネコ座流星群 vol.3」
- 2011年11月17日,19日 - FUNKIST COLLAVOLUTION tour 2011
- 2012年02月17日 - Wild Meet Session.2(山下桂史＆竹内サティフォ)
- 2012年05月13日 - TOKYO BOOTLEG CIRCUIT'12
- 2013年09月04日 - ～7th memory～陽の連鎖